# HBTQ-rörelsen

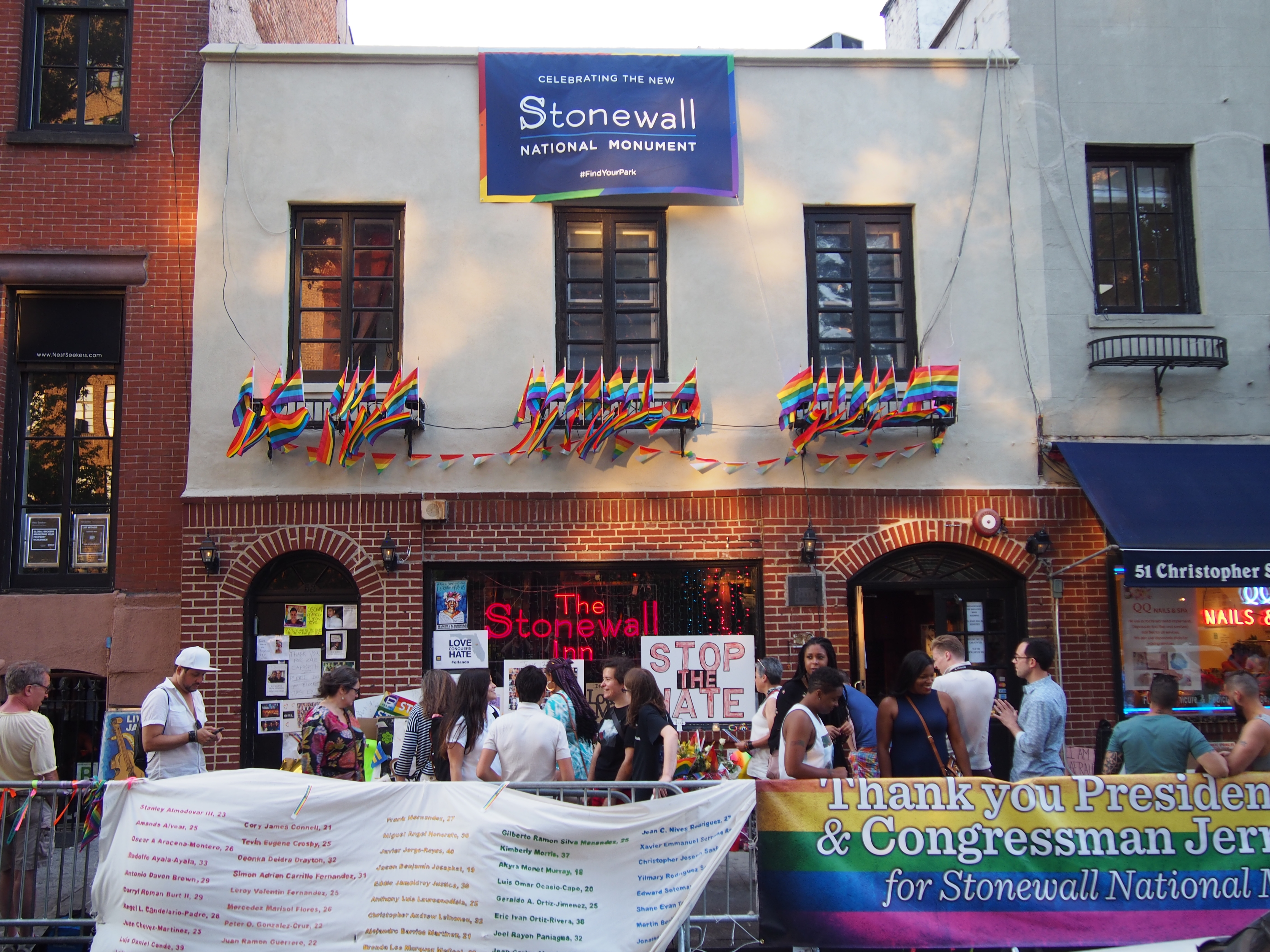
Prideparad 2016 vid Stonewall Inn i Greenwich Village på Manhattan.

HBTQ-rörelsen eller HBT-rörelsen (tidigare homorörelsen eller gayrörelsen) samlar personer inom HBTQ-spektrumet – främst homosexuella, bisexuella och  transpersoner (HBT) – och värnar om deras rättigheter, jämlikhet och intressen. Rörelsen utgörs av personer och organisationer som verkar för den här gruppen människor.

## Historik

### Bakgrund
Rörelsen har sitt äldsta ursprung i 1920-talets Berlin. Den fanns tidigt även i USA:s storstäder San Francisco, New York och Chicago, där postarbetaren Henry Gerber (som på plats lärt känna den spirande HBTQ-aktivismen i Tyskland åren runt 1920) skapade diskussion om homosexuellas rättigheter. Han bildade 1924 Society for Human Rights, men organisationen stoppades året efter och alla Gerbers papper förstördes. Resultatet av detta blev såväl rättsliga som ekonomiska för honom.

### 1930- till 1950-talet
Därefter skedde HBTQ-aktivismen i USA dolt. 1952 började den nya homoföreningen The Mattachine Society publicera One – den första viktigare tidningen riktad mot homosexuella i USA.
Även i Europa upplevde HBTQ-rörelsen en tillbakagång orsakad av det hårdnande samhällsklimatet. 1934 skedde massarresteringar i Sovjetunionen, följt av långa fängelsestraff. Den nya regimen i Tyskland kriminaliserade året därpå homosexuella fantasier, och från 1937 var homosexuella koncentrationslägerfångar tvungna att bära den rosa triangeln (▼).
Under 1940-talet började dock tidens lagar och attityder lättas upp, och 1944 avkriminaliserades homosexualitet i Sverige. 1948 grundades i Danmark "Forbundet af 1948" – Nordens första förening för homosexuella – som två år senare fick en svensk lokalavdelning, den senare självständiga RFSL.

### Från 1960-talet
Den moderna HBTQ-rörelsens vagga brukar anses vara det så kallade Stonewallupproret i Greenwich Village New York, den 28 juni 1969. Stonewall är även startpunkten för den utomparlamentariska delen av HBTQ-rörelsen som kan benämnas HBTQ-aktivism. 1960-talets aktivism mot polisbrutalitet och för de queeras rättigheter drevs ofta av sexarbetare, transpersoner, gatuprostituerade, sexköpare, brukare och försäljare av narkotika. Utöver Stonewallupproret och den senare fortsättningen tre år senare i San Francisco, skedde något liknande redan 1959 i Los Angeles.
Viktigaste samlingspunkten för HBTQ-rörelsen är de pridefestivaler som startades i början av 1970-talet, inledningsvis som minne av Stonewall och parallellt med utvecklingen inom den amerikanska medborgarrättsrörelsen.

## Aktivister och företrädare
Bland de många personer som sysslat med HBT-aktivism på högre politisk nivå kan nämnas Harvey Milk (1930-1978, USA) och Tiina Rosenberg (Sverige).
I Sverige är RFSL den viktigaste organisationen inom rörelsen, och det viktigaste evenemanget är Stockholm Pride. Andra organisationer är SFQ (Sveriges förenade hbtq- studenter) och RFSU (Riksförbundet för sexuell upplysning) med flera.
HBTQ-rörelsen finns dels inom den organiserade politiken, dels utomparlamentariskt. En del politiska grupper försöker medvetet påverka exempelvis politiska beslut för att förbättra synen på HBT-personer och deras rättigheter. Vissa aktivistgrupper uttrycker sig via olika konstformer, exempelvis fotografen Elisabeth Ohlson Wallin, medan andra tar till olagliga handlingar för att nå fram med sitt budskap.
En annan organisation är EKHO – ekumeniska grupperna för kristna HBTQ-personer som har funnits i Sverige sedan 1976 då tre personer startade "kristna gruppen" inom RFSL. Denna bytte snart namn till EKHO – Ekumeniska gruppen för kristna homosexuella, och sedan till sitt slutliga namn. EKHO arbetar för rättvisa och frigörelse för Hbtq-personer i kyrkor och kristna samfund.

## Källhänvisningar
1. ↑  "Hur den svenska homorörelsen växte fram". Rfsl.se, 2000-07-22. Läst 9 januari 2015.
2. ↑  "Gayrörelsen i Holland". Arkiverad 6 mars 2016 hämtat från the Wayback Machine. UR.se. Läst 9 januari 2015.
3. 1 2 3 4  "Hbt-historia". Arkiverad 4 juni 2008 hämtat från the Wayback Machine. Rfsl.se. Läst 9 januari 2015.
4. 1 2  "Henry Gerber". Pbs.org. Läst 9 januari 2015. (engelska)
5. ↑  Sandström, E & Fielder, C. (2009) Vi är misfits! - queerfeministisk aktivism och anarkistiska visioner.Normal förlag ISBN 9789186347017
6. ↑  Naseef, Zoë (13 juni 2018). ”Pride Was Started By Trans Sex Workers Of Color Rioting Against Police Brutality, And We Do Not Appreciate Them Nearly Enough - BUST” (på amerikansk engelska). Arkiverad från originalet den 23 mars 2024. https://web.archive.org/web/20240323233601/https://bust.com/sex-workers-pride/. Läst 23 mars 2024.
7. ↑  Stern, Scott W. (27 juni 2019). ”Sex Workers Are an Important Part of the Stonewall Story, But Their Role Has Been Forgotten” (på engelska). TIME. https://time.com/5604224/stonewall-lgbt-sex-worker-history/. Läst 23 mars 2024.
8. ↑  Mattilda Bernstein Sycamore (10 januari 2014). ”'Sex Workers Unite,' by Melinda Chateauvert” (på engelska). sfgate.com. https://www.sfgate.com/books/article/sex-workers-unite-by-melinda-chateauvert-5132503.php. Läst 19 mars 2024.
9. ↑  Byström, Max/Nyman, Emelie (2014-07-27): "MP får högst poäng i hbtq-frågor". Svd.se. Läst 9 januari 2015.
10. ↑  "HBT-kupp i Skara domkyrka". Svt.se. Läst 9 januari 2015.
11. ↑  ”Om EKHO”. ekho. https://www.ekho.se/om-ekho. Läst 21 januari 2022.